# Riccardo Altieri

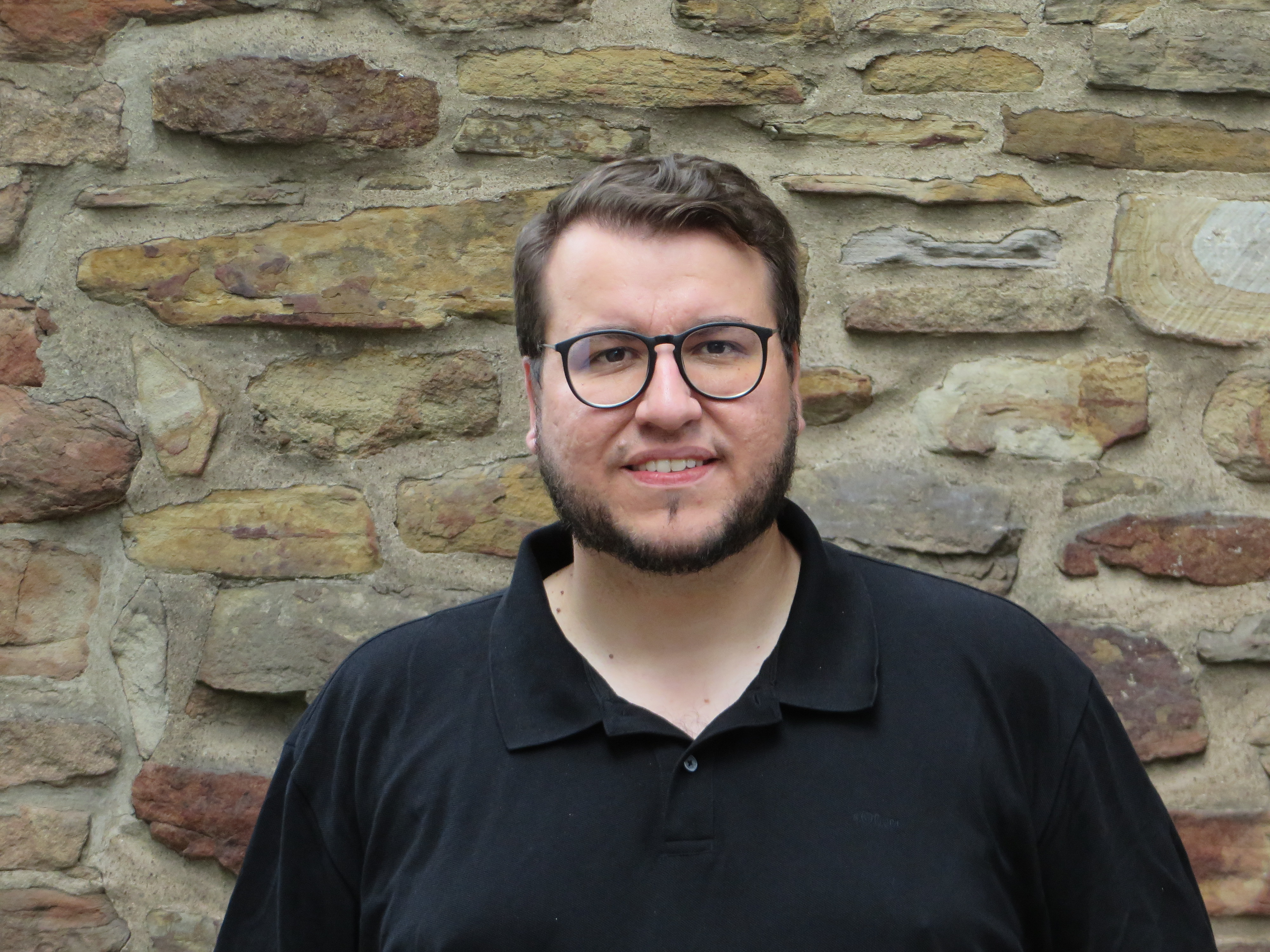
Riccardo Altieri, 2022

Riccardo Altieri (* 14. Juni 1987 in Hof an der Saale) ist ein deutsch-italienischer Historiker. Altieri leitet seit 2022 das Johanna-Stahl-Zentrum für jüdische Geschichte und Kultur in Unterfranken.

## Leben
Riccardo Altieri wurde am 14. Juni 1987 im oberfränkischen Hof an der Saale geboren. Er besitzt die deutsche und die italienische Staatsangehörigkeit. An der Julius-Maximilians-Universität Würzburg studierte er Geschichte und Germanistik auf Bachelor. Diesem Studium schloss sich das Masterstudium der Geschichte in Würzburg an. Während seines Studiums engagierte sich Altieri in der Studierendenvertretung der Universität Würzburg. 2011/12 und 2012/13 war er Mitglied des Sprecherinnen- und Sprecherrates. Nach einem wissenschaftlichen Volontariat am Johanna-Stahl-Zentrum für jüdische Geschichte nahm Altieri ein Promotionsstudium an der Universität Potsdam auf. Als Dissertation verfasste er bei Mario Keßler und Frank Jacob eine Doppelbiografie über Rosi Wolfstein und Paul Frölich.
Zwischen 2018 und 2022 arbeitete Altieri als wissenschaftlicher Mitarbeiter für das Johanna-Stahl-Zentrum. Im Jahr 2022 trat Altieri die Nachfolge von Rotraud Ries als Leiter des Johanna-Stahl-Zentrums an. Daneben tat sich Altieri als Mitglied des Deutschen Kulturrates zum Thema Antisemitismus und gruppenbezogene Menschenfeindlichkeit in Kunst und Kultur hervor. Das Engagement von Altieri umfasst darüber hinaus Positionierungen zum Thema Klassismus. Diesen versteht er gemeinsam mit Bernd Hüttner als Element der „Triple Oppression“. Im Jahr 2021 konstatiere Altieri zusammen mit Hüttner: „Der Klassismus-Ansatz ist (auch) marxistisch, aber eben nicht nur. [...] Die antiklassistische Bewegung wäre gerne (und ist in unseren Augen) ein Bündnispartner eines aufgeklärten Linksradikalismus und eines linken Feminismus.“ Altieri appellierte 2022 an Betroffene von Klassismus, „sich zu solidarisieren und gemeinsam gegen herrschende Missstände anzukämpfen.“ Er versteht sich selbst als Teil der antiklassistischen Bewegung und plädiert dafür, „dass wir alle – bis in die wichtigsten politischen Ämter – unsere Sprache dafür sensibilisieren, sodass darin kein Klasissmus reproduziert wird.“

## Werke (Auswahl)
Altieri befasst sich mit Biografien von Persönlichkeiten aus der deutschen Geschichte, darunter Kurt Eisner und Philipp von Lerchenfeld. Daneben beschäftigte sich Altieri immer wieder mit dem Thema der Revolution und den politischen Ideologien des Sozialismus und Kommunismus, insbesondere der Arbeiterbewegung. Ein weiterer Schwerpunkt liegt auf der jüdischen Geschichte Bayerns und Unterfrankens sowie den durch die Ideologie des Nationalsozialismus ausgelösten Braindrain nach Nordamerika. Altieri veröffentlichte u. a. für die Rosa-Luxemburg-Stiftung, im nd, im Autonomie Magazin, in Aus Politik und Zeitgeschichte, im Forum Wissenschaft und der Schöneren Heimat sowie für die Bundeszentrale für politische Bildung. 
Monografien
- Der Pazifist Kurt Eisner (= Schriftenreihe Studien zur Zeitgeschichte Bd. 95). Verlag Dr. Kovač, Hamburg 2015, ISBN 978-3-83008-201-9.
- Philipp Graf von Lerchenfeld (1785–1854) – Regierungspräsident von Unterfranken (= Studien zur Geschichtsforschung der Neuzeit Bd. 95). Verlag Dr. Kovač, Hamburg 2017, ISBN 978-3-83009-423-4.
- Rosi Wolfstein-Frölich. Sozialdemokratin und Antimilitaristin (= Jüdische Miniaturen Bd. 275). Hentrich & Hentrich, Berlin und Leipzig 2022, ISBN 978-3-95565-456-6.
- „Antifaschisten, das waren wir...“. Rosi Wolfstein und Paul Frölich. Eine Doppelbiografie (= Alternative Biografien Bd. 1). Büchner-Verlag, Marburg 2022, ISBN 978-3-96317-282-3. Digitalisat
- Johanna Stahl. Wirtschaftswissenschaftlerin – Politikerin – Frauenrechtlerin (= Jüdische Miniaturen Bd. 298). Hentrich & Hentrich, Berlin und Leipzig 2022, ISBN 978-3-95565-540-2.
- #Klassenschranken. Beobachtungen zum Klassismus (= Kritische Reflexionen Bd. 3). Büchner-Verlag, Marburg 2022, ISBN 978-3-96317-803-0.
- Die Würzburger Familien Stern & Haas. „Eine Zierde des ganzen Anwaltsstandes“ (= Jüdische Miniaturen Bd. 325). Hentrich & Hentrich, Berlin und Leipzig 2024, ISBN 978-3-95565-683-6.[8]

Herausgeberschaften
- Spielball der Mächte. Beiträge zur polnischen Geschichte. Minifanal, Bonn 2014, ISBN 978-3-95421-050-3.
- Die Geschichte der Russischen Revolutionen. Erhoffte Veränderung, erfahrene Enttäuschung, gewaltsame Anpassung. Minifanal, Bonn 2015, ISBN 978-3-95421-092-3.
- mit Frank Jacob: Das moderne Mexiko. Von Unabhängigkeitskampf und Revolution. Altija-Verlag, New York 2016, ISBN 978-1-53980-959-3.
- mit Frank Jacob: Krieg und Frieden im Spiegel des Sozialismus 1914–1918 (= Alternative Demokratien Bd. 2). Metropol-Verlag, Berlin 2018, ISBN 978-3-86331-406-4.
- mit Cornelia Baddack, Sophia Ebert, Frank Jacob, Swen Steinberg: Kurt Eisner. Reden und Schriften (= Kurt Eisner Studien Bd. 7). Metropol-Verlag, Berlin 2019, ISBN 978-3-86331-954-0.
- mit Stephanie Eichinger, Roland Flade, Frank Jacob: Revolution! Der Übergang von der Monarchie zur Republik im Raum Würzburg 1918/19. Begleitband zur Ausstellung und Vortragsreihe im Jubiläumsjahr (= 	Sonderveröffentlichungen des Stadtarchivs Würzburg Bd. 12). Spurbuchverlag, Baunach 2019, ISBN 978-3-88778-559-8.
- mit Frank Jacob: Die Wahrnehmung der Russischen Revolutionen 1917. Zwischen utopischen Träumen und erschütterter Ablehnung (= Alternative Demokratien Bd. 3). Metropol Verlag, Berlin 2019, ISBN 978-3-86331-917-5.
- mit Frank Jacob: Revolution. Beiträge zu einem historischen Phänomen der globalen Moderne (= Impulse Bd. 10). Wissenschaftlicher Verlag, Berlin 2019, ISBN 978-3-96138-158-6.
- mit Bernd Hüttner: Klassismus und Wissenschaft. Erfahrungsberichte und Bewältigungsstrategien (= Reihe Hochschule Bd. 13). BdWi-Verlag, Marburg 2021, ISBN 978-3-93986-429-5.
- mit Vincent Streichhahn: Krieg und Geschlecht im 20. Jahrhundert. Interdisziplinäre Perspektiven zu Geschlechterfragen in der Kriegsforschung (= Historische Geschlechterforschung Bd. 5). Transcript, Bielefeld 2021, ISBN 978-3-8376-5764-7. Digitalisat

## Mitgliedschaften
- Beirat im Bund demokratischer Wissenschaftlerinnen und Wissenschaftler
- Mitglied im Arbeitskreis Stolpersteine in Würzburg
- Mitglied in der Gesellschaft für christlich-jüdische Zusammenarbeit in Würzburg und Unterfranken e.V.
- Stellvertretender Vorsitzender der Deutsch-Israelischen Gesellschaft e.V.
- Patron in der Gesellschaft für Fränkische Geschichte e.V.
- Stadtgeschichtlicher Beirat des Museums für Franken
- Vorsitzender der GEW Würzburg[9]